# Pyrenidium
Pyrenidium är ett släkte av svampar som beskrevs av William Nylander. 
Pyrenidium ingår i familjen Dacampiaceae, klassen Dothideomycetes, divisionen sporsäcksvampar och riket svampar.
Släktet innehåller bara arten Pyrenidium actinellum.